# Cordillera del Purgatorio
La cordillera del Purgatorio son un cordón de montañas situado en la Región de Ñuble.
Se levanta en los orígenes del río Diguillín y río Renegado: 719 